# Pópa
A pópa az áldozópap neve egyes egyházakban. Óhitű (ortodox) pap, aki az orosz vagy más dél-, illetve kelet-európai keresztény egyházhoz tartozik; az ilyen egyházak nem ismerik el a római pápa fennsőbbségét.

## A szó eredete
A pópa valószínűleg a gör. pappas szóból (gót 'papa') és ófelnémet ['Pfaffo'] közvetítéssel alakult orosz pop szóból származik.
A magyar nyelvben a pap szó is a görög papasz, papa – apa, atya szóból származik. Próbálták a szlávból is eredeztetni, ennek azonban számos ellentmondása van.

## A szó használata a román nyelvben
A román 'popă' szó jelentése megegyezik a 'preot' (= pap) szóéval, ennek ellenére pejoratívnak, ironikusnak, egyenesen sértőnek tartják (talán szláv eredete miatt), és legalábbis egyházi körökben kerülik a használatát.